# Craspedosis munda
Craspedosis munda är en fjärilsart som beskrevs av Walker 1864. Craspedosis munda ingår i släktet Craspedosis och familjen mätare. Inga underarter finns listade i Catalogue of Life.